# Kopalnia Węgla Kamiennego Morcinek
Kopalnia Węgla Kamiennego „Morcinek”, KWK Morcinek – kopalnia węgla kamiennego koksującego w Kaczycach na Śląsku Cieszyńskim. Była jedną z najmłodszych kopalń w Polsce, w latach 1993–1998 należąca do Jastrzębskiej Spółki Węglowej, zlikwidowana w latach 1998–2002.

## Historia

### Oznaczenie złoża przed powstaniem kopalni
Pierwsze informacje o próbie oznaczania złoża w rejonie kopalni pochodzą z końca XIX w. W tamtym czasie przedsiębiorstwo z Ostrawy prowadziło odwierty na obszarze Pogwizdowa, jednakże tamte odwierty nie stwierdziły obecności węgla w tym rejonie. Na początku XX w. ponownie przystąpiono do oznaczania węgla w okolicach Pogwizdowa. Niemieckie przedsiębiorstwo „Berg und Hüttenwerksgeselschaft”, w latach 1903–1909 wydrążyło otwór poznawczy „Pogwizdów XIII” o głębokości 1227 m. W latach 1911–1917 Towarzystwo Budowy Kopalni „Bruxer” wykonało w granicach obszaru górniczego „Kaczyce” pięć otworów: „Pogwizdów XI”, „Otrębów 13", „Kaczyce D6", „Kaczyce D-17" i „Kończyce Wielkie XVIII”. Przypuszcza się, że mimo iż dowiercono się wtedy do pokładów węgla, według ówczesnej wiedzy eksploatację tychże oceniono jako nieopłacalną, a wręcz niemożliwą. Dokumentacja tych odwiertów znajdowała się do roku 1962 w czechosłowackich archiwach, kiedy to została przekazana Państwowemu Instytutowi Geologicznemu. W latach 1944–1945 niemieckie przedsiębiorstwo „Haniellueg” wykonało odwiert „Kaczyce Górne IV/43", którego drążenie zostało przerwane wraz z końcem wojny na głębokości 1059,7 m. Wzrost zapotrzebowania na węgiel koksujący po 1945 r. spowodował, że zaczęto ponownie poszukiwać nowych złóż węgla. W 1953 roku Przedsiębiorstwo Poszukiwań Nafty i Gazu wykonało otwór „Kończyce Wielkie I” o głębokości 1206 m. W 1959 r. wykonano otwór „Brzezówka IG-1", o głębokości 1551,9 m. Próbki z tego ostatniego odwiertu zostały dogłębnie zbadane pod kątem przewierconych warstw i ich szacowanej grubości. Na podstawie powyższych odwiertów oraz korzystając z otrzymanych dokumentacji z odwiertów wykonanych wcześniej przez Niemców na początku XX w. Państwowy Instytut Geologiczny opracował Dokumentację geologiczną złoża węgla kamiennego „Brzezówka – Kaczyce” w kategorii C2. Dokumentacja ta stwierdzała duże zawartości bilansowe węgla w rejonie miejscowości Kaczyce-Pogwizdów-Kończyce. To opracowanie spowodowało, że kierownictwo Rybnickiego Zjednoczenia Przemysłu Węglowego dążyło do budowy kopalni w tym rejonie. Jednak ze względu na sytuację polityczną decyzja została zawieszona. Do planów budowy powrócono w drugiej połowie lat 70., na skutek polityki ekonomiczno-gospodarczej rządu Edwarda Gierka. Mimo dość słabego rozpoznania złoża, na fali ciągłego rozwoju przemysłu wydobywczego, zdecydowano o budowie kopalni. Decyzja oprócz znaczenia dla przemysłu miała jeszcze jedno, równie istotne podłoże. W bezpośrednim rejonie granicy państwowej, w odległości 1600 – 1800 m od Olzy znajdowały się szyby główne czechosłowackiej kopalni ČSM, a nieco dalej kopalni 9. květen. Przy tak niewielkiej odległości od granicy na najwyższych szczeblach władzy istniało podejrzenie, że czechosłowackie kopalnie, mając przecież w swoich archiwach poniemieckie oszacowania polskich złóż w tamtym rejonie, mogły chcieć podbierać węgiel z filaru ochronnego Olzy lub nawet eksploatować węgiel po polskiej stronie. Wobec tych okoliczności zdecydowano o budowie kopalni. Decyzją Prezydium Rządu nr 52/77 z dnia 13 maja 1977 r., zdecydowano o rozpoczęciu w 1978 r. budowy kopalni Kaczyce (nazwa ta była używana do 1986, kiedy kopalni nadano imię Gustawa Morcinka). Równolegle Minister Górnictwa powołał zespół któremu zlecił opracowanie Studium przedprojektowego zagospodarowania złoża węgla koksującego w rejonie Kaczyc.

### Powstanie i budowa kopalni
W grudniu 1977 r. Biuro Projektów Górniczych w Gliwicach opracowało Studium budowy kopalni węgla kamiennego „Kaczyce (był to de facto projekt budowy kopalni). W tym samym czasie przystąpiono do wykonywania kolejnych odwiertów na terenie przyjętego obszaru górniczego w celu lepszej diagnostyki złóż. W latach 1977–1978 wykonano 11 otworów. Badanie pobranych próbek potwierdziły występowanie węgla typu 35 praktycznie od stropu karbonu. Stwierdzono też, że pokłady węgla są znacznie większe, aniżeli prognozowano z wcześniej wykonanych odwiertów. Obszar górniczy ustalono na 22,6 km². Prace nad projektem kopalni przebiegały nadzwyczaj szybko. Zlecenie wykonania projektu Biuro Projektów Górniczych w Gliwicach otrzymało 14 maja 1977 r., a już po trzech miesiącach, 10 września 1977 r. wytyczono otwór badawczy pod szyb. W projekcie kopalni uwzględniono dwa etapy budowy kopalni. Docelowo po zakończeniu realizacji przedsięwzięcia kopalnia miała wydobywać 12 Gg węgla na dobę netto.
Dyrekcja budowanej kopalni znajdowała się w Żorach. Była ona wspólna dla wszystkich nowych inwestycji górniczych w ROW i nosiła nazwę Świerklany-Suszec-Kaczyce w budowie”.
Już po rozpoczęciu prac budowlanych zmieniono lokalizację szybów – szyby I i II umieszczono bliżej siebie, ale także bliżej granicy z Czechosłowacją i z rzeką Olzą (decyzja o zmianie lokalizacji szybów została podjęta na podstawie intuicji ówczesnego głównego geologa budowanej kopalni). Dla potwierdzenia słuszności tej decyzji, jako korzystniejszej dla całej inwestycji, wykonano dwa dodatkowe otwory badawcze w miejscach planowanych szybów. Badania potwierdziły, że w tych miejscach głębokość potrzebna dla osiągnięcia stropu karbonu będzie najmniejsza, a także stwierdzono brak występowania poziomów kurzawkowych, które mogłyby wykluczyć zamierzone lokalizacje. Zmiana miejsc usytuowania szybów pozwoliła przyspieszyć znacznie realizację przedsięwzięcia (ponieważ zmniejszyła się odległość między szybami I i II). Szyby głębiono z wcześniejszym odwodnieniem i odgazowaniem warstw skalnych za pomocą pomocniczych odwiertów z powierzchni (wykonano 10 takich otworów do głębokości ok. 600 m każdy). Szyby głębiło Przedsiębiorstwo Budowy Szybów z Bytomia. Szyb I rozpoczęto budować od stycznia, a szyb II od marca 1978 r. Równolegle do głębienia szybów na powierzchni instalowano fundamenty pod wieżę szybową, a także potrzebną dla późniejszego zakładu infrastrukturę. Podczas głębienia szybów spotkano się ze znacznymi problemami z odwodnieniem (szczególnie w przypadku szybu I) – po przekroczeniu trzechsetnego metra miejscami woda wydobywała się do 300 l/min. Wobec tego od trzechsetnego metra rozpoczęto montaż obudowy dwuwarstwowej. Szyby ukończono 1 marca 1982 r. W tym samym miesiącu zamontowano stałe maszyny wyciągowe i przystąpiono do głębienia korytarza łączącego szyby I i II. Głębienie szybów zakończono w 1985 r. Kopalnia posiadała wtedy trzy szyby, wszystkie o średnicy 8 m.:
- Szyb I o głębokości 1143 m, ukończony w marcu 1982 r.
- Szyb II o głębokości 1213 m, ukończony w styczniu 1985 r.
- Szyb III (wentylacyjny) o głębokości 1140 m, ukończony we wrześniu 1983 r.

Planowano jeszcze budowę szybów IV i V, ale wskutek tragicznego stanu finansów kopalni na początku lat 90. z budowy zrezygnowano (szyb V wykopano do głębokości 650 m). Częściowo wykonany szyb V wykorzystywany był przez cały okres pracy kopalni jako podziemny zbiornik metanu.
Kopalnia posiadała zelektryfikowaną bocznicę kolejową, towarową stację kolejową, lokomotywownię, zakład ciepłowniczy (uruchomiony w 1984 głównie na potrzeby kopalni, osiedla przykopalnianego oraz osiedla Pogwizdów) oraz rozbudowaną infrastrukturę naziemną. Dla górników powstały nowe osiedla mieszkaniowe w Kaczycach, Pogwizdowie i Cieszynie. Przy kopalni rozwijał się klub sportowy – Morcinek Kaczyce, a od 1985 także klub żeglarski Naktuz.

## Eksploatacja
Ostatecznie złoże zostało udostępnione trzema szybami na poziomach 800 m i 950 m. Ze względu na brak środków, na głębokości 1100 m wykonano jedynie połączenie między szybami i budowę wstrzymano. Projektowane dzienne wydobycie 12000 ton węgla na dobę nie zostało nigdy osiągnięte, a w wyniku realizacji jedynie pierwszego etapu budowy udało się uzyskać dzienne wydobycie rzędu 6000-7000 ton.
Zastane warunki geologiczno-górnicze okazały się być bardzo trudne: występowała IV kategoria zagrożenia metanowego, I, II i III stopień zagrożenia wodnego, zagrożenie pożarowe oraz zagrożenie klimatyczne wynikające z wysokiej temperatury skał na głębokich poziomach (stopień geotermiczny wynosił ok. 28–33 m/°C).
W trakcie eksploatacji wystąpiły także szkody górnicze na obszarze ok. 5,6 km², gdzie maksymalne osiadania osiągają rozmiar od 2,47 – 7,5 m. Dotknęły one jednak rozsianą zabudowę terenów rolniczych Kaczyc i Pogwizdowa i nie spowodowały większych szkód.
Wielkość wydobycia kopalni, koszt jednostkowy produkcji oraz wynik na sprzedaży uzyskane w KWK „Morcinek” w latach 1987–1998:
| Rok  | Wydobycie netto | Wydobycie netto | Średnia cena zbytu węgla (zł/t) | Koszt jednostkowy sprzedaży (zł/t) | Wynik na sprzedaży (zł/t) |            |  |  |  |
| ---- | --------------- | --------------- | ------------------------------- | ---------------------------------- | ------------------------- | ---------- |  |  |  |
| Rok  |                 | (ton/dobę)      | Średnia cena zbytu węgla (zł/t) | Koszt jednostkowy sprzedaży (zł/t) | Wynik na sprzedaży (zł/t) | (tys. ton) |  |  |  |
| 1987 | 1265            | 383,9           | 0,64                            | 2,17                               | –1,53                     |            |  |  |  |
| 1988 | 2116            | 649,4           | 1,08                            | 2,81                               | –1,73                     |            |  |  |  |
| 1989 | 2414            | 669,3           | 1,74                            | 7,38                               | –5,64                     |            |  |  |  |
| 1990 | 2642            | 683,4           | 19,19                           | 42,77                              | –23,58                    |            |  |  |  |
| 1991 | 3358            | 839,5           | 40,64                           | 59,21                              | –18,57                    |            |  |  |  |
| 1992 | 3904            | 956,6           | 47,42                           | 71,65                              | –24,23                    |            |  |  |  |
| 1993 | 3971            | 1012,5          | 69,53                           | 86,32                              | –16,79                    |            |  |  |  |
| 1994 | 4752            | 1225,3          | 100,46                          | 116,61                             | –16,15                    |            |  |  |  |
| 1995 | 5554            | 1394,0          | 118,17                          | 133,37                             | –15,20                    |            |  |  |  |
| 1996 | 5104            | 1281,2          | 135,24                          | 181,72                             | –46,48                    |            |  |  |  |
| 1997 | 5444            | 1371,9          | 152,79                          | 202,02                             | –49,23                    |            |  |  |  |
| 1998 | 3800            | 965,3           | 145,28                          | 197,78                             | –52,50                    |            |  |  |  |

## Przyczyny nierentowności i likwidacja kopalni
W latach 1987–1997 kopalnia stale uzyskiwała ujemny przychód ze sprzedaży węgla. Przyczyniły się do tego skomplikowane warunki górniczo-geologiczne, w których eksploatacja w latach 90. XX wieku była bardzo kosztowna. Od początku istnienia, ze względu na trudną sytuację gospodarczą w Polsce w tamtych czasach, kopalnia była bardzo mocno niedoinwestowana.
„Morcinek” został zaprojektowany jako kopalnia dwupoziomowa o zdolności wydobywczej 12 Gg węgla na dobę. W projekcie kopalni zakładano dwa etapy budowy; zakończono tylko pierwszy z nich – budowa kopalni o zdolności produkcyjnej do około 6-7 Gg węgla na dobę netto. Zakończenie tego etapu budowy nastąpiło w 1993 r. Ważnym faktem jest to, że dokumentacje geologiczne, oraz projekty zagospodarowania złoża oparte były na bardzo niskim stopniu rozpoznania złoża (4,8% zasobów było udokumentowanych w sposób pozwalający na eksploatację). Napotkane nadzwyczaj trudne warunki górniczo-geologiczne oraz bardzo skomplikowana budowa geologiczna złoża kopalni, znacząco odbiegająca od oczekiwań, były głównymi czynnikami rzutującymi na nierentowności kopalni. Mimo podjętych prób restrukturyzacji, wprowadzenia unowocześnionego sprzętu, wprowadzenia czterozmianowej organizacji pracy, kopalnia pozostawała najbardziej nierentownym zakładem Jastrzębskiej Spółki Węglowej, znacznie odbiegając od średnich wyników finansowych pozostałych kopalni spółki. Koszt wydobycia tony węgla w 1997 roku w kopalni „Morcinek” wynosił 202,02 zł, podczas, kiedy średni koszt wydobycia tony w pozostałych zakładach spółki wynosił 146,67 zł. W 1997 roku rynkowa cena tony węgla wynosiła 152,79 zł. Prosty rachunek pokazuje, że w tamtym roku kopalnia przynosiła 49,23 zł straty na każdej wydobytej tonie węgla. Głównymi przyczynami tak wysokich kosztów wydobycia w kopalni były:
- słabe rozpoznanie złoża
- skomplikowana tektonika, liczne uskoki, bogata mikrotektonika
- małe wymiary pól eksploatacyjnych (wybieg ścian od 200 do 700 m)
- długie drogi udostępniania parcel eksploatacyjnych
- zmienna miąższość, liczne rozwarstwienia i strefy zaniku pokładów
- trudne warunki klimatyczne, wynikające z dużej głębokości
- trudne warunki wodno-gazowe: I, II i III stopień zagrożenia wodnego i IV kategoria zagrożenia metanowego
- duże zagrożenie pożarowe, wynikające ze stosunkowo krótkich okresów inkubacji pożarów – II i III grupa samozapalności
- wysokie ciśnienie górotworu, wpływające bezpośrednio na wysokie koszty wykonania i utrzymania wyrobisk górniczych.

Fatalna sytuacja górnictwa w tamtym okresie zmusiła zarząd spółki do podjęcia kroków w celu likwidacji kopalni. Podjęcie decyzji o zamknięciu poprzedzono licznymi ekspertyzami wykonanymi przez:
- Państwową Agencję Restrukturyzacji Górnictwa Węgla Kamiennego S.A. w Katowicach
- Biuro Studiów i Projektów Górniczych w Gliwicach
- Katedrę Inwestycji Akademii Ekonomicznej im. Karola Adamieckiego w Katowicach
- Katedrę Zarządzania i Restrukturyzacji w Górnictwie Politechniki Śląskiej w Gliwicach
- Zespół Rzeczoznawców Stowarzyszenia Inżynierów i Techników Górnictwa w Rybniku.

Wykonane opracowania analityczno-projektowe pokazały, że możliwości poprawy rentowności kopalni za pomocą zwiększenia wydobycia są mocno ograniczone – główną przyczyną takiego stanu rzeczy było znaczne niedoinwestowanie na etapie budowy tej kopalni. Oceniono, że inwestycje związane z poprawą rentowności kopalni przekraczały możliwości finansowe JSW. Wzięto tutaj pod uwagę fakt, że w tamtym czasie zamierzano wykonać olbrzymie inwestycje w pozostałych kopalniach należących do spółki (m.in. zlecono budowę nowych poziomów w kopalniach „Borynia”, „Pniówek” i „Zofiówka”). W związku z tym, że szacunkowe nakłady na budowę nowego poziomu „1100 m” na Morcinku (czyli realizację II etapu budowy kopalni) określano w kwocie około 250–300 mln zł, zrezygnowano z opcji realizacji założeń II etapu budowy KWK „Morcinek”, decydując tym samym o likwidacji zakładu. Biorąc pod uwagę dzisiejsze warunki na rynku węgla kamiennego, można przypuszczać, że doinwestowanie Morcinka przyniosłoby znaczne zyski, a kopalnia stała by się rentowna w przeciągu kilku lat. Jednak stan kopalni, jak i całego sektora górniczego na rok 1997, kiedy podjęto decyzję o likwidacji, dawał uzasadnione podejrzenia trwałej nierentowności zakładu – cytując ministra Jerzego Hausnera: należy uznać, iż decyzja o likwidacji Kopalni Węgla Kamiennego „Morcinek” w Kaczycach była słuszna w momencie jej podjęcia.
W 1997 r. zarząd Jastrzębskiej Spółki Węglowej podjął decyzję o likwidacji kopalni Morcinek. Wydobycie węgla przerwano 30 października 1998. Maszyny i urządzenia zdemontowano i przewieziono do innych zakładów JSW, a także KWK Bogdanka. Przy wlotach szybów utworzono betonowe skipy, do których podjeżdżały ciężarówki, wysypując bezpośrednio do szybów materiał skalny z pobliskiej żwirowni. Wieże szybowe zostały wysadzone 20 czerwca 2000 r. Likwidację zakończono ostatecznie w roku 2001 zamknięciem magazynu przykopalnianego. Pracownicy zostali w większości przeniesieni do innych kopalń spółki, część dostała odprawy i się przekwalifikowała, a część odeszła na emerytury.

### Stan obecny
Tereny i zabudowania kopalni należą dziś do Skarbu Państwa i pozostają w użytkowaniu wieczystym gminy Zebrzydowice, Jastrzębskiej Spółki Węglowej S.A. lub Spółki Restrukturyzacji Kopalń S.A. Pomimo licznych ofert inwestycyjnych ze strony tych jednostek, tereny nadal nie są zagospodarowane. Ze względu na nadgraniczne położenie, ze strony czeskiej pojawiają się natomiast oferty eksploatacji złóż byłej KWK Morcinek. Czesi chcieliby przedłużyć swoje korytarze na stronę polską i w ten sposób kontynuować wydobycie (kopalnie ČSM i Darkov). Jednakże na rzece Olzie zlokalizowany jest bardzo wysoki uskok geologiczny. Strop karbonu po czeskiej stronie znajduje się w okolicach sześćsetnego metra, podczas gdy KWK Morcinek wydobywało z głębokości ponad 1000 m. W związku z tym ewentualne przekopy po stronie czeskiej wymagałyby olbrzymich nakładów finansowych związanych z pogłębianiem szybów i przygotowaniem przekopów. Czeska strona była także zainteresowana wykopaniem po polskiej stronie granicy byłego szybu V KWK Morcinek, który miałby służyć jako szyb wentylacyjny dla potrzeb czeskich kopalni. W listopadzie 2007 r. strona czeska i JSW podpisała list intencyjny w tej sprawie, w którym zdeklarowano się stworzyć polsko-czeskie przedsięwzięcie obejmujące rozszerzenie pól eksploatacyjnych kopalni ČSM na polską stronę i ponowne drążenie szybu V KWK Morcinek który służyłby jako szyb wentylacyjny. Węgiel wyjeżdżałby po czeskiej stronie szybami już istniejących czeskich kopalni, gdyż ponowne drążenie szybów I i II byłej KWK Morcinek byłoby zbyt drogie. Wydobytym po czeskiej stronie węglem dzieliłyby się udziałowcy czescy i polscy według posiadanych udziałów w przedsięwzięciu. Znaczny procent wykwalifikowanych pracowników czeskich kopalń to Polacy, którzy skuszeni większymi zarobkami po czeskiej stronie (wynikającymi z różnicy kursów złotówki i korony czeskiej) porzucili polskie górnictwo i rozpoczęli pracę u Czechów.
Tereny byłej kopalni Morcinek obecnie traktowane są jako pola rezerwowe. Istnieje teoretyczna możliwość wznowienia wydobycia na tamtym terenie, ale koszty ponownego przygotowania kopalni do wydobycia znacznie przekroczyłyby sumę miliarda złotych. Kopalnię Morcinek często wykorzystuje się jako bardzo jaskrawy przykład nieudolnej restrukturyzacji prowadzonej w sektorze górniczym pod koniec lat 90. Podczas podejmowania decyzji o jej zamknięciu nie przewidziano możliwości rychłej zmiany koniunktury na rynku węgla. Decyzję o zamknięciu podjęto opierając się na danych z najbardziej niekorzystnego okresu na polskim rynku węgla (lata 1989–1998). Z dzisiejszego punktu widzenia można przypuszczać, że decyzja o zamknięciu kopalni była nazbyt pochopna. Spekulacje te można podeprzeć choćby posunięciami czeskich kopalń, które poważnie rozważają plany eksploatacji polskich złóż, mimo że posiadają dużo niekorzystniejszą pozycję dla eksploatacji węgla na tych terenach niż miał Morcinek.
Na terenie kopalni w roku 1999 rozpoczęła działalność spółka KARBONIA PL z kapitałem czeskim, która obecnie zajmuje się m.in. sprzedażą energii elektrycznej z polskich elektrowni kopalniom w Czechach oraz od września 2004 wydobyciem metanu zalegającego w pokładach byłej KWK Morcinek, a następnie sprzedażą gazu odbiorcom lokalnym i transportem poprzez transgraniczny rurociąg odbiorcom w Czechach. Spółka posiada także koncesję na rozpoznawanie złoża węgla kamiennego w obszarze „Morcinek 1".

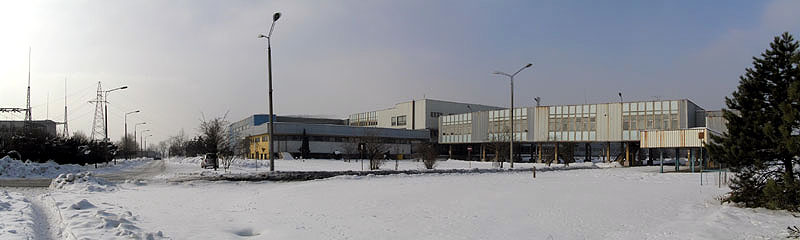
Budynek administracyjny oraz wejście główne byłej KWK Morcinek (2006)